# Liste der Kulturdenkmäler in Wanfried
Die folgende Liste enthält die in der Denkmaltopographie ausgewiesenen Kulturdenkmäler auf dem Gebiet  der  Stadt Wanfried, Werra-Meißner-Kreis, Hessen.
Hinweis: Die Reihenfolge der Denkmäler in dieser Liste orientiert sich zunächst an Stadtteilen und anschließend der Anschrift, alternativ ist sie auch nach der Bezeichnung, der vom Landesamt für Denkmalpflege vergebenen Nummer oder der Bauzeit sortierbar.
Kulturdenkmäler werden fortlaufend im Denkmalverzeichnis des Landes Hessen durch das Landesamt für Denkmalpflege Hessen auf Basis des Hessischen Denkmalschutzgesetzes (HDSchG) geführt. Die Schutzwürdigkeit eines Kulturdenkmals hängt nicht von der Eintragung in das Denkmalverzeichnis des Landes Hessen oder der Veröffentlichung in der Denkmaltopographie ab.

Das Vorhandensein oder Fehlen eines Objekts in dieser Liste ist keine rechtsverbindliche Auskunft darüber, ob es Kulturdenkmal ist oder nicht: Diese Liste entspricht möglicherweise nicht dem aktuellen Stand der offiziellen Denkmaltopographie. Diese ist für Hessen in den entsprechenden Bänden der Denkmaltopographie Bundesrepublik Deutschland und im Internet unter DenkXweb – Kulturdenkmäler in Hessen einsehbar. Auch diese Quellen sind, obwohl sie durch das Landesamt für Denkmalpflege Hessen aktualisiert werden, nicht immer aktuell, da es im Denkmalbestand immer wieder Änderungen gibt.
Eine verbindliche Auskunft erteilt allein das Landesamt für Denkmalpflege Hessen.
Nutze diese Kartenansicht, um Koordinaten in der Liste zu setzen. In dieser Kartenansicht sind Kulturdenkmale ohne Koordinaten mit einem roten bzw. orangen Marker dargestellt und können in der Karte gesetzt werden. Kulturdenkmale ohne Bild sind mit einem blauen bzw. roten Marker gekennzeichnet, Kulturdenkmale mit Bild mit einem grünen bzw. orangen Marker.

## Kulturdenkmale nach Ortsteilen
Es wurden 5 Gesamtanlagen und 153 Kulturdenkmale ausgewiesen.

### Wanfried
| Bild                                          | Bezeichnung                                                           | Lage                                                                                               | Beschreibung                                                     | Bauzeit   | Objekt-Nr. |
| --------------------------------------------- | --------------------------------------------------------------------- | -------------------------------------------------------------------------------------------------- | ---------------------------------------------------------------- | --------- | ---------- |
|                                               |                                                                       | Gesamtanlage Wanfried Lage                                                                         |                                                                  |           | 38933 DDB  |
| weitere Bilder                                | Jüdischer Friedhof                                                    | Auf dem Roten Berg LageFlur: 29, Flurstück: 73                                                     |                                                                  |           | 38934 DDB  |
| weitere Bilder                                | Sachgesamtheit ehemaliges Schloss                                     | Auf dem Schloß 1/2 LageFlur: 32, Flurstück: 67/3, 67/4                                             | Später als Amtsgericht Wanfried genutzt                          |           | 38939 DDB  |
| weitere Bilder                                | Hofanlage mit Wohnhaus                                                | Auf der Boerse 4 LageFlur: 32, Flurstück: 175/1                                                    |                                                                  |           | 38940 DDB  |
| weitere Bilder                                | Sachgesamtheit Auf der Schlagd                                        | Auf der Schlagd, Schlagdstraße 22 LageFlur: 34, Flurstück: 11, 139/1, 8/15, 8/3                    |                                                                  |           | 38938 DDB  |
| weitere Bilder                                | Ehemalige Ölmühle                                                     | Bahnhofstraße 8 LageFlur: 33, Flurstück: 51/7                                                      |                                                                  |           | 38941 DDB  |
| weitere Bilder                                | Bahnhof Wanfried                                                      | Bahnhofstraße 16 LageFlur: 13, Flurstück: 223/27                                                   |                                                                  | 1902      | 38942 DDB  |
| weitere Bilder                                | „Waldschlößchen“                                                      | Beckersberg 1 LageFlur: 35, Flurstück: 9/2                                                         | Vereinsheim „Waldschlößchen“ des Angelsportverein Wanfried e. V. |           | 38935 DDB  |
| Ehemaliges Gefängnis                          | Ehemaliges Gefängnis                                                  | Beim Röhrbrunnen 11 LageFlur: 32, Flurstück: 128                                                   |                                                                  |           | 38943 DDB  |
| Bild gesucht BW                               | 41 Steine – Soodholzgrenze                                            | Eichenberg LageFlur: 9, Flurstück: 2                                                               | Inschrift: FR SOODHOLZ 1737                                      |           | 39305 DDB  |
| Wohnhaus                                      | Wohnhaus                                                              | Hinterm Marstall 6 LageFlur: 32, Flurstück: 64/2                                                   |                                                                  |           | 38944 DDB  |
| weitere Bilder                                | Gut Kalkhof                                                           | Kalkhof 1 LageFlur: 20, Flurstück: 9/6                                                             |                                                                  |           | 38937 DDB  |
| weitere Bilder                                | Erbbegräbnis Kalkhof                                                  | Außerhalb Ortslage (Am Dehlerschen Rain) LageFlur: 18, Flurstück: 12                               |                                                                  |           | 38937 DDB  |
| Fachwerkwohnhaus                              | Fachwerkwohnhaus                                                      | Kirchstraße 1 LageFlur: 34, Flurstück: 95/1                                                        |                                                                  | um 1580   | 38945 DDB  |
| Pfarrhaus                                     | Pfarrhaus                                                             | Kirchstraße 3 LageFlur: 34, Flurstück: 79/1                                                        | mit Mansarddach                                                  |           | 38946 DDB  |
| weitere Bilder                                | Evangelische Stadtkirche                                              | Kirchstraße 5 LageFlur: 34, Flurstück: 77                                                          |                                                                  | 1884–1888 | 38947 DDB  |
| Bild gesucht BW                               | Sachgesamtheit Leistersberg (Haupthaus, Scheune und Landgrafenquelle) | Leistersberg 1 LageFlur: 27, Flurstück: 13/1                                                       |                                                                  |           | 952975 DDB |
| weitere Bilder                                | Ehemaliges Keudell-Schloss                                            | Marktstraße 2 LageFlur: 33, Flurstück: 180/7                                                       |                                                                  |           | 38948 DDB  |
| Bild gesucht BW                               | Gerhart-Hauptmann-Schule                                              | Marktstraße 2a LageFlur: 33, Flurstück: 180/9                                                      | Schulhaus                                                        | 1903      | 38965 DDB  |
| Gerhart-Hauptmann-Schule                      | Gerhart-Hauptmann-Schule                                              | Marktstraße 2a (Martinsgasse neben Nr. 8) LageFlur: 33, Flurstück: 180/9                           | Schulhaus (Uraltschule)                                          | 1843      | 38964 DDB  |
| weitere Bilder                                | Wohnhaus                                                              | Marktstraße 6 LageFlur: 33, Flurstück: 170                                                         |                                                                  |           | 38949 DDB  |
| weitere Bilder                                | Posthof                                                               | Marktstraße 15 LageFlur: 33, Flurstück: 30                                                         | ehemaliges Haus Zur Post                                         |           | 38950 DDB  |
| weitere Bilder                                | Wohnhaus                                                              | Marktstraße 16 LageFlur: 33, Flurstück: 162                                                        |                                                                  |           | 38951 DDB  |
| weitere Bilder                                | Rathaus                                                               | Marktstraße 18 LageFlur: 33, Flurstück: 161/1                                                      |                                                                  |           | 38952 DDB  |
| Wohnhaus                                      | Wohnhaus                                                              | Marktstraße 19 LageFlur: 33, Flurstück: 39/1                                                       |                                                                  |           | 38953 DDB  |
| weitere Bilder                                | Gasthaus Zum Schwan                                                   | Marktstraße 20/22 LageFlur: 33, Flurstück: 99/1                                                    |                                                                  |           | 38954 DDB  |
| Gebäuderest Toreinfahrt                       | Gebäuderest Toreinfahrt                                               | Marktstraße 31 LageFlur: 33, Flurstück: 82/1                                                       |                                                                  |           | 38955 DDB  |
| Wohnhaus                                      | Wohnhaus                                                              | Marktstraße 36 LageFlur: 32, Flurstück: 91                                                         |                                                                  |           | 38956 DDB  |
| weitere Bilder                                | Wohnhaus                                                              | Marktstraße 41 LageFlur: 33, Flurstück: 87                                                         |                                                                  |           | 38957 DDB  |
| weitere Bilder                                | Wohnhaus                                                              | Marktstraße 42 LageFlur: 32, Flurstück: 168                                                        |                                                                  |           | 38958 DDB  |
| weitere Bilder                                | Wohnhaus                                                              | Marktstraße 43 LageFlur: 32, Flurstück: 178/3                                                      |                                                                  |           | 38959 DDB  |
| weitere Bilder                                | Wohnhaus                                                              | Marktstraße 45 LageFlur: 32, Flurstück: 181/1                                                      |                                                                  |           | 38960 DDB  |
| weitere Bilder                                | Wohnhaus                                                              | Marktstraße 51 LageFlur: 32, Flurstück: 186/2                                                      |                                                                  |           | 38961 DDB  |
| weitere Bilder                                | Hofanlage mit Einfriedung                                             | Marktstraße 56 LageFlur: 32, Flurstück: 234/1                                                      |                                                                  |           | 38962 DDB  |
| weitere Bilder                                | Katholische Kirche St. Nikolaus                                       | Marktstraße 61 LageFlur: 32, Flurstück: 219/1                                                      |                                                                  | 1907/08   | 38963 DDB  |
| Bild gesucht BW                               | Mittelmühle (Fachwerkwohnhaus)                                        | Mittelmühle 1 LageFlur: 14, Flurstück: 16/5                                                        |                                                                  |           | 130644 DDB |
| Hofanlage aus Wohnhaus und Wirtschaftsgebäude | Hofanlage aus Wohnhaus und Wirtschaftsgebäude                         | Mühlhäuser Straße 16 LageFlur: 25, Flurstück: 58/9                                                 |                                                                  |           | 38966 DDB  |
| Bild gesucht BW                               | Ehemalige Zigarrenfabrik                                              | Plesseweg 1/1b, Plesseweg LageFlur: 13, Flurstück: 17/1, 17/2                                      |                                                                  |           | 953746 DDB |
| Wohnhaus                                      | Wohnhaus                                                              | Ringstraße 33 LageFlur: 13, Flurstück: 188/1                                                       |                                                                  |           | 38967 DDB  |
| weitere Bilder                                | Evangelisches Pfarrhaus                                               | Schlagdstraße 1 LageFlur: 34, Flurstück: 76                                                        |                                                                  |           | 38968 DDB  |
| weitere Bilder                                | Wohnhaus                                                              | Schlagdstraße 5 LageFlur: 34, Flurstück: 73/1                                                      |                                                                  |           | 38969 DDB  |
| weitere Bilder                                | Harmes’sches Handelshaus                                              | Schlagdstraße 6 LageFlur: 34, Flurstück: 36/1                                                      |                                                                  | 1673      | 38971 DDB  |
| weitere Bilder                                | Wohnhaus                                                              | Schlagdstraße 7 LageFlur: 34, Flurstück: 71/5                                                      |                                                                  |           | 38970 DDB  |
| weitere Bilder                                | Wohnhaus                                                              | Schlagdstraße 15 LageFlur: 34, Flurstück: 59/2                                                     |                                                                  |           | 38972 DDB  |
| weitere Bilder                                | Wohnhaus                                                              | Schlagdstraße 16 LageFlur: 34, Flurstück: 42/1                                                     | Geburtshaus von Baumeister Georg Gottlob Ungewitter              |           | 38973 DDB  |
| weitere Bilder                                | Wohnhaus                                                              | Schlagdstraße 18 LageFlur: 34, Flurstück: 46/1                                                     |                                                                  |           | 38974 DDB  |
| weitere Bilder                                | Herrenhaus                                                            | Schlagdstraße 20/22 LageFlur: 34, Flurstück: 25/11, 25/13, 25/7, 8/15–17                           |                                                                  | 1678      | 38975 DDB  |
| weitere Bilder                                | Lagerhäuser                                                           | Schlagdstraße 31/33 LageFlur: 34, Flurstück: 56/3                                                  | Große Schlagdhäuser                                              |           | 38976 DDB  |
| Wirtschaftsgebäude (Scheune)                  | Wirtschaftsgebäude (Scheune)                                          | Schloßstraße 6 LageFlur: 33, Flurstück: 124/1                                                      |                                                                  |           | 38977 DDB  |
| weitere Bilder                                | Elektrizitätswerk, ehemalige Werramühle                               | Unter der Tränke 1, Unter der Tränke, Mühlgraben LageFlur: 34, Flurstück: 112/1, 113, 123/1, 109/3 |                                                                  |           | 38978 DDB  |
| Wohnhaus                                      | Wohnhaus                                                              | Untere Schloßstraße 3 LageFlur: 32, Flurstück: 47/1                                                |                                                                  |           | 38979 DDB  |
| weitere Bilder                                | Wohnhaus                                                              | Vor dem Gatter 1 LageFlur: 33, Flurstück: 76                                                       |                                                                  |           | 38980 DDB  |
| Wohnhaus                                      | Wohnhaus                                                              | Vor dem Gatter 3 LageFlur: 33, Flurstück: 75                                                       |                                                                  |           | 38981 DDB  |
| weitere Bilder                                | Kleinmaßstäbliche Wohnhäuser                                          | Vor dem Gatter 5, 7, 9, 11 LageFlur: 33, Flurstück: 68, 70/1, 72/1, 73                             |                                                                  |           | 38982 DDB  |
| weitere Bilder                                | Wohnhaus                                                              | Vor dem Gatter 15 LageFlur: 33, Flurstück: 64/1                                                    |                                                                  |           | 38983 DDB  |
| Spritzenhaus                                  | Spritzenhaus                                                          | Vor dem Gatter 18 LageFlur: 32, Flurstück: 279/14                                                  |                                                                  |           | 38984 DDB  |
| weitere Bilder                                | Turnhalle                                                             | Vor dem Obertor 1 LageFlur: 32, Flurstück: 223/1                                                   | Turnhalle des VfL Wanfried                                       |           | 38985 DDB  |
| weitere Bilder                                | Ehemalige Dampfbrauerei                                               | Vor dem Obertor 2 LageFlur: 25, Flurstück: 5/8                                                     |                                                                  | um 1840   | 38986 DDB  |
| Wohnhaus                                      | Wohnhaus                                                              | Vor dem Schloß 2 LageFlur: 34, Flurstück: 109/3                                                    | Wohnhaus, heute Gasthaus Zum Stern                               |           | 38987 DDB  |
| Bild gesucht BW                               | Steinkreuz * 4827.1 – Justizamts- und Gerichtsgrenzen                 | Vor dem Untertor o. Nr. LageFlur: 33, Flurstück: 181/4                                             |                                                                  |           | 39304 DDB  |
| Bild gesucht BW                               | Friedhof                                                              | Vor dem Untertor o. Nr. LageFlur: 33, Flurstück: 181/4                                             | Ehemaliger Friedhof mit Grenzsteinen und Gusseisernerm Grabkreuz |           | 38988 DDB  |
| Bild gesucht BW                               | Gründerzeitvilla                                                      | Vor dem Untertor 1 LageFlur: 33, Flurstück: 188/3                                                  |                                                                  |           | 38989 DDB  |
| weitere Bilder                                | Jüdisches Haus                                                        | Windgasse 5 LageFlur: 33, Flurstück: 115/1                                                         |                                                                  |           | 38990 DDB  |

### Altenburschla
| Bild                                    | Bezeichnung                                      | Lage                                                   | Beschreibung                                               | Bauzeit | Objekt-Nr. |
| --------------------------------------- | ------------------------------------------------ | ------------------------------------------------------ | ---------------------------------------------------------- | ------- | ---------- |
| Bild gesucht BW                         |                                                  | Gesamtanlage Altenburschla Lage                        |                                                            |         | 38992 DDB  |
| weitere Bilder                          | Evangelische Kirche                              | Am Anger 2, Im Dorfe LageFlur: 11, Flurstück: 11, 12/1 |                                                            |         | 38993 DDB  |
| weitere Bilder                          | Anger                                            | Am Anger (K 14) LageFlur: 11, Flurstück: 49/9          | Dorfanger                                                  |         | 38994 DDB  |
| Bild gesucht BW                         | Wohnhaus                                         | Eisenacher Straße 1 LageFlur: 10, Flurstück: 8/4       |                                                            |         | 38996 DDB  |
| Bild gesucht BW                         | Wohnhaus                                         | Eisenacher Straße 6 LageFlur: 10, Flurstück: 35/1, 36  |                                                            | um 1750 | 38995 DDB  |
| Wohnhaus                                | Wohnhaus                                         | Eisenacher Straße 8 LageFlur: 10, Flurstück: 33/3      |                                                            |         | 38997 DDB  |
| Bild gesucht BW                         | Wohnhaus                                         | Eisenacher Straße 14 LageFlur: 10, Flurstück: 27/2     |                                                            |         | 38998 DDB  |
| Bild gesucht BW                         | Wohnhaus                                         | Eisenacher Straße 15 LageFlur: 10, Flurstück: 23/3     |                                                            | um 1750 | 38999 DDB  |
| Bild gesucht BW                         | Wohnhaus                                         | Großburschlaer Straße 4 LageFlur: 9, Flurstück: 2      |                                                            | um 1780 | 39000 DDB  |
| Bild gesucht BW                         | Wohnhaus                                         | Großburschlaer Straße 7 LageFlur: 10, Flurstück: 48/2  |                                                            |         | 39001 DDB  |
| Bild gesucht BW                         | Wohnhaus                                         | Insel 4/6 LageFlur: 9, Flurstück: 5/2                  |                                                            |         | 39002 DDB  |
| Direkt Bild zu diesem Denkmal hochladen | 24 Grenzsteine – Justizamts- und Gerichtsgrenzen | Justizamts- und Gerichtsgrenzen                        | Inschrift: Mainzer Rad AB                                  |         | 39303 DDB  |
| Bild gesucht BW                         | Grenzstein – Cent Wanfried                       | Mainzer Köpfe LageFlur: 4, Flurstück: 10               |                                                            |         | 39255 DDB  |
| weitere Bilder                          | Wohnhaus                                         | Schlierbachstraße 2 LageFlur: 11, Flurstück: 14/2      |                                                            |         | 39003 DDB  |
| weitere Bilder                          | Hofanlage                                        | Schlierbachstraße 5 LageFlur: 9, Flurstück: 19/3       | Dreiseitige Hofanlage mit Wohnhaus und Wirtschaftsgebäuden |         | 39004 DDB  |
| weitere Bilder                          | Wohnhaus                                         | Schlierbachstraße 6 LageFlur: 11, Flurstück: 18/2      |                                                            |         | 39005 DDB  |
| Bild gesucht BW                         | Wohnhaus                                         | Schlierbachstraße 7 LageFlur: 9, Flurstück: 17/1       |                                                            | um 1750 | 39006 DDB  |
| weitere Bilder                          | Wohnhaus                                         | Schlierbachstraße 10 LageFlur: 11, Flurstück: 24/3     |                                                            | um 1760 | 39007 DDB  |
| weitere Bilder                          | Wohnhaus                                         | Schlierbachstraße 12 LageFlur: 11, Flurstück: 27       |                                                            | um 1780 | 39008 DDB  |
| weitere Bilder                          | Wohnhaus                                         | Schlierbachstraße 16 LageFlur: 11, Flurstück: 31       |                                                            |         | 39009 DDB  |
| Bild gesucht BW                         | Wohnhaus                                         | Wanfrieder Straße 4 LageFlur: 10, Flurstück: 40        |                                                            |         | 39010 DDB  |
| Bild gesucht BW                         | Hofanlage                                        | Wanfrieder Straße 5 LageFlur: 11, Flurstück: 6/5       | Hofanlage mit Wohnhaus und Wirtschaftsgebäuden             |         | 39011 DDB  |
| Bild gesucht BW                         | Wohnhaus                                         | Wanfrieder Straße 8 LageFlur: 10, Flurstück: 38/1      |                                                            |         | 39012 DDB  |
| Wohnhaus                                | Wohnhaus                                         | Wanfrieder Straße 10 LageFlur: 10, Flurstück: 6/2      |                                                            |         | 39013 DDB  |

### Aue
| Bild                                    | Bezeichnung                   | Lage                                                                         | Beschreibung                 | Bauzeit | Objekt-Nr. |
| --------------------------------------- | ----------------------------- | ---------------------------------------------------------------------------- | ---------------------------- | ------- | ---------- |
| Bild gesucht BW                         | Gesamtanlage Aue              | Gesamtanlage Aue Lage                                                        |                              |         | 39015 DDB  |
| Bild gesucht BW                         | 30 Steine – Soodholzgrenze    | Auesche Kugel LageFlur: 3, Flurstück: 11/7                                   | Inschrift: S 1790            |         | 39306 DDB  |
| weitere Bilder                          | Wasserburg                    | Bei dem Alten Schlosse (bei Lange Straße) LageFlur: 8, Flurstück: 18/1, 21/1 |                              |         | 39033 DDB  |
| Bild gesucht BW                         | Wohnhaus                      | Gartenstraße 16 LageFlur: 7, Flurstück: 189                                  | Wohnhaus einer Hofanlage     |         | 39016 DDB  |
| weitere Bilder                          | Evangelische Kirche           | Kirchrain 5 LageFlur: 7, Flurstück: 221/4                                    |                              |         | 39019 DDB  |
| Bild gesucht BW                         | Traufständiges Wohnhaus       | Kirchweg 2/4 LageFlur: 7, Flurstück: 107/1, 108                              |                              | 1748    | 39017 DDB  |
| Bild gesucht BW                         | Hofanlage                     | Kirchweg 6 LageFlur: 7, Flurstück: 109/2                                     | Dreiseitig umbaute Hofanlage |         | 39018 DDB  |
| Direkt Bild zu diesem Denkmal hochladen | Tilly-Born                    | Lange Räume Flur: 3, Flurstück: 6/1                                          |                              |         | 768979 DDB |
| Bild gesucht BW                         | Fachwerkwohnhaus              | Lange Straße 5 LageFlur: 1, Flurstück: 170/4                                 |                              |         | 39020 DDB  |
| Bild gesucht BW                         | Wohnhaus                      | Lange Straße 11 LageFlur: 7, Flurstück: 5/3                                  |                              |         | 39021 DDB  |
| Bild gesucht BW                         | Hofanlage                     | Lange Straße 17 LageFlur: 7, Flurstück: 15/21                                |                              |         | 39022 DDB  |
| Bild gesucht BW                         | Hofanlage                     | Lange Straße 20 LageFlur: 7, Flurstück: 152/3                                |                              |         | 39023 DDB  |
| Bild gesucht BW                         | Wohnhaus                      | Lange Straße 22 LageFlur: 7, Flurstück: 148/2                                |                              |         | 39024 DDB  |
| Bild gesucht BW                         | Wohnhaus                      | Lange Straße 24 LageFlur: 7, Flurstück: 142/3                                |                              | 1771    | 39025 DDB  |
| Bild gesucht BW                         | Dreiseitige Hofanlage         | Lange Straße 28 LageFlur: 7, Flurstück: 133/2                                |                              |         | 39026 DDB  |
| Bild gesucht BW                         | Wohnhaus                      | Lange Straße 30 LageFlur: 7, Flurstück: 130/2                                |                              |         | 39027 DDB  |
| Bild gesucht BW                         | Wohn- und Wirtschaftstrakt    | Lange Straße 31 LageFlur: 7, Flurstück: 37/1                                 |                              |         | 39028 DDB  |
| Bild gesucht BW                         | Giebelständiger Streckhof     | Lange Straße 38 LageFlur: 7, Flurstück: 119/3                                |                              |         | 39029 DDB  |
| Bild gesucht BW                         | Traufständiges Wohnhaus       | Lange Straße 40 LageFlur: 7, Flurstück: 113/7                                |                              |         | 39030 DDB  |
| Bild gesucht BW                         | Giebelständiges Wohnhaus      | Lange Straße 43 LageFlur: 7, Flurstück: 52/2                                 |                              |         | 39031 DDB  |
| weitere Bilder                          | Sachgesamtheit Rittergut      | Lange Straße 54, Lange Straße LageFlur: 8, Flurstück: 11/1, 13/5, 13/7       |                              | 1576    | 39032 DDB  |
| Bild gesucht BW                         | Wohnhaus                      | Rasenstraße 1 LageFlur: 7, Flurstück: 78/1                                   |                              |         | 39034 DDB  |
| Bild gesucht BW                         | Ehemaliges Forsthaus          | Waldstraße 1 LageFlur: 7, Flurstück: 183/8                                   |                              |         | 39035 DDB  |
| Direkt Bild zu diesem Denkmal hochladen | 7 Grenzsteine – Cent Wanfried | Zellertalskopf Flur: 3, Flurstück: 6/1                                       |                              |         | 39254 DDB  |
| Bild gesucht BW                         | Wohnhaus                      | Zum Hohen Rain 2 LageFlur: 8, Flurstück: 3/1                                 |                              | 1779    | 39036 DDB  |

### Heldra
| Bild            | Bezeichnung                 | Lage                                           | Beschreibung                                       | Bauzeit            | Objekt-Nr. |
| --------------- | --------------------------- | ---------------------------------------------- | -------------------------------------------------- | ------------------ | ---------- |
| Heldra          | Gesamtanlage                | Ortslage Lage                                  |                                                    |                    | 39038 DDB  |
| Bild gesucht BW | Wohnhaus                    | Alter Graben 2 LageFlur: 6, Flurstück: 60/5    |                                                    |                    | 39041 DDB  |
| Bild gesucht BW | Wohnhaus                    | Alter Graben 4 LageFlur: 6, Flurstück: 61/3    |                                                    |                    | 39042 DDB  |
| weitere Bilder  | Ehemaliger Bahnhof          | Am Bahnhof 19 LageFlur: 3, Flurstück: 71/40    |                                                    |                    | 39039 DDB  |
| Bild gesucht BW | Hoheitsstein – Verkehrsmale | B 250 LageFlur: 4, Flurstück: 78/2             |                                                    |                    | 39307 DDB  |
| Bild gesucht BW | Straßenbrücke               | B 250 LageFlur: 4, Flurstück: 78/1             | Straßenbrücke über den Heldrabach an der Feldmühle |                    | 39040 DDB  |
| Wohnhaus        | Wohnhaus                    | Hintergasse 2 LageFlur: 6, Flurstück: 36/1     |                                                    |                    | 39043 DDB  |
| Bild gesucht BW | Fachwerkwohnhaus            | Hintergasse 4 LageFlur: 6, Flurstück: 30/4     |                                                    |                    | 39044 DDB  |
| weitere Bilder  | Evangelische Pfarrkirche    | Obergasse 1 LageFlur: 5, Flurstück: 58         |                                                    |                    | 39045 DDB  |
| weitere Bilder  | Wohnhaus der Untermühle     | Obergasse 2 LageFlur: 6, Flurstück: 40         |                                                    |                    | 39046 DDB  |
| Bild gesucht BW | Wohnhaus                    | Obergasse 3 LageFlur: 5, Flurstück: 60/2       |                                                    |                    | 39047 DDB  |
| Bild gesucht BW | Wohnhaus                    | Obergasse 4 LageFlur: 6, Flurstück: 39         |                                                    |                    | 39048 DDB  |
| Obergasse 5     | Wohnhaus                    | Obergasse 5 LageFlur: 5, Flurstück: 61/3       |                                                    |                    | 39049 DDB  |
| Obergasse 9     | Fachwerkwohnhaus            | Obergasse 9 LageFlur: 5, Flurstück: 64/2       |                                                    |                    | 39050 DDB  |
| Obergasse 12    | Fachwerkwohnhaus            | Obergasse 12 LageFlur: 5, Flurstück: 67/2      |                                                    |                    | 39051 DDB  |
| Bild gesucht BW | Hofanlage                   | Obergasse 13 LageFlur: 5, Flurstück: 54/3      |                                                    |                    | 130643 DDB |
| Obergasse 18    | Wohnhaus mit Zwerchhaus     | Obergasse 18 LageFlur: 5, Flurstück: 73/2      |                                                    |                    | 39052 DDB  |
| Obergasse 22    | Wohnhaus                    | Obergasse 22 LageFlur: 5, Flurstück: 6/3       |                                                    |                    | 39053 DDB  |
| Obergasse 25    | Wohnhaus                    | Obergasse 25 LageFlur: 5, Flurstück: 43/1      |                                                    |                    | 39054 DDB  |
| weitere Bilder  | Franckesche Gut, Hofanlage  | Vor der Lücke 1 LageFlur: 6, Flurstück: 42/1   |                                                    | 1620 Wohnhaus      | 39055 DDB  |
| Bild gesucht BW | Fachwerkwohnhaus            | Vor der Lücke 4 LageFlur: 5, Flurstück: 56/7   |                                                    | 1621               | 39056 DDB  |
| Bild gesucht BW | Wohnhaus und Fabrikgebäude  | Vor der Lücke 8/10 LageFlur: 10, Flurstück: 80 |                                                    | 1928 Fabrikgebäude | 39057 DDB  |
| Bild gesucht BW | Doppelwohnhaus              | Werrastraße 15 LageFlur: 6, Flurstück: 62/5    |                                                    |                    | 39058 DDB  |

### Völkershausen
| Bild                                    | Bezeichnung            | Lage                                                                          | Beschreibung                                           | Bauzeit | Objekt-Nr. |
| --------------------------------------- | ---------------------- | ----------------------------------------------------------------------------- | ------------------------------------------------------ | ------- | ---------- |
| Bild gesucht BW                         | Gesamtanlage           | Ortslage Lage                                                                 |                                                        |         | 39060 DDB  |
| Bild gesucht BW                         | Gebäudegruppe          | Dorfstraße 5, 7, Dorfstraße LageFlur: 5, Flurstück: 26/1, 27/1, 28            | Gebäudegruppe, Tagelöhnerhäuser und Backhaus           |         | 39063 DDB  |
| Bild gesucht BW                         | Wohnhaus               | Dorfstraße 10 LageFlur: 5, Flurstück: 14                                      |                                                        |         | 39064 DDB  |
| Bild gesucht BW                         | Wohnhaus               | Dorfstraße 11 LageFlur: 5, Flurstück: 29/2                                    |                                                        |         | 39065 DDB  |
| Bild gesucht BW                         | Wohnhaus               | Dorfstraße 12 LageFlur: 5, Flurstück: 17                                      |                                                        |         | 39066 DDB  |
| Bild gesucht BW                         | Wohnhaus               | Dorfstraße 16 LageFlur: 5, Flurstück: 20/2                                    |                                                        |         | 39067 DDB  |
| Bild gesucht BW                         | Wohnhaus               | Dorfstraße 19 LageFlur: 5, Flurstück: 35/1                                    |                                                        | um 1800 | 39068 DDB  |
| Bild gesucht BW                         | Hofanlage              | Dorfstraße 20 LageFlur: 5, Flurstück: 51/2                                    |                                                        |         | 39069 DDB  |
| Bild gesucht BW                         | 2 Wohnhäuser           | Dorfstraße 26/28 LageFlur: 5, Flurstück: 47/1, 47/2                           |                                                        |         | 39070 DDB  |
| Bild gesucht BW                         | Wohnhaus               | Dorfstraße 30 LageFlur: 5, Flurstück: 46                                      |                                                        |         | 39071 DDB  |
| Bild gesucht BW                         | Wohnhaus               | Dorfstraße 32/34 LageFlur: 6, Flurstück: 10/1                                 |                                                        | 1743    | 39073 DDB  |
| Bild gesucht BW                         | Wohnhaus               | Dorfstraße 33 LageFlur: 5, Flurstück: 45/4                                    |                                                        |         | 39074 DDB  |
| Bild gesucht BW                         | Wohnhaus               | Dorfstraße 34 LageFlur: 6, Flurstück: 10/1                                    |                                                        |         | 39072 DDB  |
| Bild gesucht BW                         | Hakenförmige Hofanlage | Dorfstraße 41 LageFlur: 6, Flurstück: 13/1                                    | mit Stein von 1693 in der Gartenmauer (zweitverwendet) |         | 39075 DDB  |
| weitere Bilder                          | Stiftsgut              | Dorfstraße 45, Schloß, Dorfstraße 47 LageFlur: 6, Flurstück: 17/4, 17/5, 18/1 |                                                        |         | 39076 DDB  |
| Bild gesucht BW                         | Forsthaus              | Dorfstraße 46/48 LageFlur: 6, Flurstück: 32/9                                 | Forstamt des Ortes                                     | 1912    | 39078 DDB  |
| weitere Bilder                          | Evangelische Kirche    | Dorfstraße 49 LageFlur: 6, Flurstück: 16                                      |                                                        |         | 39077 DDB  |
| Bild gesucht BW                         | Wohnhaus               | Dorfstraße 55 LageFlur: 6, Flurstück: 25/4                                    |                                                        |         | 39079 DDB  |
| Direkt Bild zu diesem Denkmal hochladen | Steintisch             | Gemeindsberg Flur: 1, Flurstück: 13                                           |                                                        |         | 39308 DDB  |
| weitere Bilder                          | Ruine Lehnshaus        | Lehnhaus LageFlur: 1, Flurstück: 57                                           |                                                        | 1745    | 39062 DDB  |
| weitere Bilder                          | Gut Marienhof          | Marienhof 1/2 LageFlur: 1, Flurstück: 25/6                                    |                                                        |         | 39061 DDB  |
| Bild gesucht BW                         | Wohnhaus               | Winkel 1 LageFlur: 6, Flurstück: 39                                           |                                                        | um 1780 | 39080 DDB  |
| Bild gesucht BW                         | Wohnhaus               | Winkel 4 LageFlur: 6, Flurstück: 6                                            |                                                        | 1744    | 39081 DDB  |
| Bild gesucht BW                         | Fachwerkwohnhaus       | Winkel 7 LageFlur: 6, Flurstück: 41/1                                         |                                                        | um 1780 | 39082 DDB  |